# Viișoara, Vaslui
Viișoara là một xã thuộc hạt Vaslui, România. Dân số thời điểm năm 2002 là 3914 người.